# Hattiesburg
Hattiesburg è una città (city) degli Stati Uniti d'America, capoluogo della contea di Forrest, nello Stato del Mississippi.

## Geografia fisica
Una piccola porzione della città si trova nella Contea di Lamar.

## Storia
A seguito dell'uragano Katrina dell'agosto 2005 ha subito un repentino incremento demografico a scapito delle città della zona costiera, fortemente danneggiate. Così oggi Hattiesburg, che nel 2000 aveva 44 779 abitanti, ha sopravanzato Biloxi diventando la terza città del Mississippi.